# ARA Brown (D-20)
El ARA Brown (D-20) (Ex-USS Heermann) fue un destructor de la Clase Fletcher de la Segunda Guerra Mundial de la Armada Argentina, cedido por los Estados Unidos, bajo las condiciones de un Programa de Asistencia Militar. Bajo la bandera norteamericana, se denominaba USS Heermann (DD-532) y tuvo una destacada participación en el Frente del Pacífico. Se ha constatado que este destructor de la Armada Argentina con el indicativo D-20, de la Clase Fletcher, y que fue incorporado a la Flota de Mar en 1962, llevó el nombre de Brown y no de Almirante Brown.

## USSHeermann(DD-532) desde 1942 hasta 1962
El Heermann fue botado el 5 de diciembre de 1942 por el astillero Bethlehem Shipbuilding Corporation de San Francisco, California.

### Segunda Guerra Mundial
Después de los ejercicios desarrollados cerca de San Diego, California, el Heermann se incorporó a la Quinta Flota de los Estados Unidos el 21 de octubre de 1943 para participar de la batalla de Tarawa, el asalto a las islas Gilbert, la segunda ofensiva más importante de la Armada de los Estados Unidos contra el Imperio Japonés del Pacífico. Llegó a Tarawa el 20 de noviembre integrando la Fuerza Sur de Ataque comandada por el almirante Harry W. Hill. Sus cañones, hundieron pequeñas embarcaciones y durante los dos días siguientes, proporcionaron cobertura a las tropas de desembarco. Con la isla asegurada, retornó a Pearl Harbor por reparaciones y ejercicios los cuales finalizaron el 23 de enero cuando escoltó a una fuerza de transporte de ataque, de reserva.

#### 1944
Los barcos avanzaban sobre el Este de Kwajalein mientras la Fuerza Conjunta Expedicionaria, comandada por el Almirante Richmond K. Turner, desembarcó en el Atolón el 31 de enero. En las dos semanas siguientes Heermann patrulló en el área de Kwajalein y operó en una pantalla de portaaviones de escolta los cuales lanzaban ataques de apoyo a las tropas en tierra. Luego avanzaron sobre al Atolón de Eniwetok donde se unió al bombardeo de pre-invasión de Japón y las Islas Parry, donde abrió fuego de apoyo a las tropas una vez que estas estaban en tierra, y patrullaba en aguas del atolón durante las operaciones de rastreo.
El Heermann tomó primero el curso hacia Majuro Lagoon y luego a la bahía de Port Purvis, Isla Florida, Islas Salomón y se reportó al Comando de la Tercera Flota y a la Fuerza de Tareas N.º 39, el 18 de marzo de 1944. En los meses siguientes estuvo alternativamente realizando tareas de protección de tropas y convoyes de reaprovisionamiento en la Isla de Emirau y capturando enemigos en la costa de la Isla de Nueva Hanover.
De vuelta en Port Purvis 3 de junio, el Heermann participó en el bombardeo de un depósito de tanques en la bahía de Fangelawa, Isla de Nueva Ireland, 11 de junio, y buscó submarinos en cercanías de las Islas del Almirantazgo, Carolinas, y las Marshall hasta el 26 de junio. El verano de 1944 encontró al Heermann escoltando naves militares y mercantes. Estos servicios lo llevaron a Espíritu Santo (Nuevas Hébridas) y Nouméa (Nueva Caledonia).
El Heermann partió de Port Purvis, 6 de septiembre de 1944 como escolta de la fuerza del Almirante William D. Sample la cual daba soporte aéreo durante la invasión de las islas Palaos. Después de reabastecerse en Seeadler Harbor (Islas del Almirantazgo), participó el 12 de octubre de 1944 en el fuego de apoyo para la liberación de las Filipinas.

#### Batalla de Samar: octubre de 1944

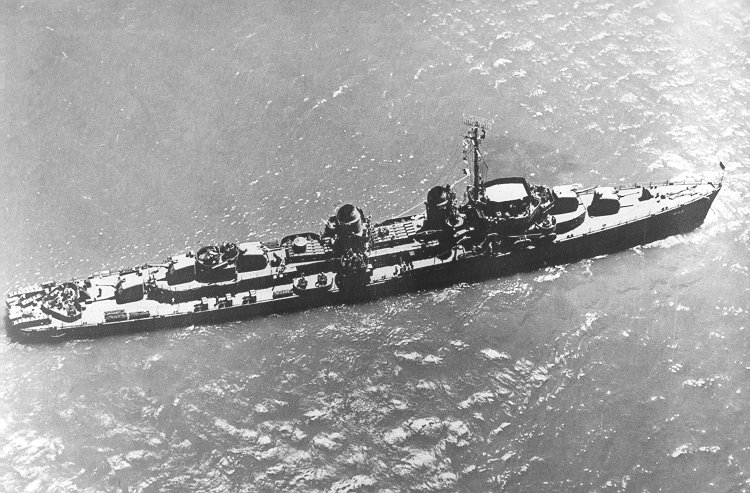
El USS Heermann (DD-532) durante la Segunda Guerra Mundial.

El Heermann protegió a los transportes unidades de desembarco hasta las playas de manera segura en la Isla de Leyte y posteriormente, se unió a las fuerzas del Grupo de Escolta de Transportes del Contraalmirante Thomas L. Sprague (Grupo de Trabajo 77.4) que estaba compuesto por tres unidades de escolta de transporte, conocidos como los "Tres Caramelos" porque de sus voces se oía: "Caramelo 1", "Caramelo 2" y "Caramelo 3". Los destructores Hoel (DD-533) y Johnston (DD-557) unieron sus fuerzas en la protección de la unidad del Contraalmirante Clifton Sprague, "Caramelo 3" que también incluía su buque insignia el Fanshaw Bay (CVE-70) y otros tres escoltas de transporte.
Al amanecer del 25 de octubre de 1944 el "Caramelo 3" se encontraba al este de la Isla de Samar a toda máquina hacia el Norte con el Grupo de Soporte Aéreo del Norte. El "Caramelo 2" estaba en la posición central patrullando la entrada al Golfo de Leyte y el "Caramelo 1" cubría las aproximaciones desde el Sur al Golfo a unas 130 millas al sureste del "Caramelo 3". A las 06:45 el "Caramelo 3" observó fuego antiaéreo al norte u en unos 3 minutos, estuvo bajo el fuego pesado del poderoso Almirante japonés Kurita de la Fuerza Central de cuatro acorazados, 6 cruceros pesados, 2 cruceros ligeros y 11 destructores. La Batalla de Samar empezó.
La única oportunidad de supervivencia del pequeño grupo de barcos ligeros Norteamericanos era entorpecer los avances de los barcos de guerra enemigos mientras se retiraban hacia el Golfo de Leyte y esperaban refuerzos. Los barcos de transporte rápidamente acometieron sus planes de atacar a las naves japonesas y los escoltas se pusieron a trabajar en la generación de humo para ocultar los barcos americanos.
El Heermann, en una posición de relativa seguridad en el lado de retirada de los transportadores al principio de la batalla, navegó a toda máquina hacia la acción hacia el flanco rápidamente a través de la formación de "mini acorazados" que, después de realizar sus últimos planes, formaron un círculo y giraron hacia el Golfo de Leyte Gulf. Como el humo y las ráfagas de lluvia intermitente habían reducido la visibilidad a menos de 100 yardas, sólo el estado de alerta y las habilidades marineras evitaron las colisiones con los barcos amigos durante el trascurso de la batalla. Prestó un completo apoyo de emergencia para evitar la destrucción del escolta USS Samuel B. Roberts (DE-413) y repitió la maniobra para despistar al destructor Hoel ya que el Heermann formó una columna en la cortina del buque insignia preparando un ataque de torpedos.
Cuando empezó la persecución, el tinte del bombardeo enemigo embadurnó el agua alrededor con círculos de rojo, amarillo y verde brillante. El Heermann replicó a esta amenaza bombardeando un crucero pesado con bombas de 5 pulgadas, el Chikuma, y con otros siete torpedos contra el Haguro. Cuando el segundo de estos barcos huyó, el Heermann cambió el rumbo para formar una columna de cuatro buques de batalla cuyas bombas empezaron a revolver el agua alrededor. Apuntaron sus cañones contra el Kongo, el líder de la columna, al que alcanzaron tres torpedos. Entonces repentinamente cerró al Haruna, el objetivo de sus tres últimos torpedos al que alcanzó desde solo 4400 yardas. Creyendo que uno de los barcos japoneses había alcanzado al buque de guerra, esquivó hábilmente los disparos que lanzaron los japoneses en su retirada. Los archivos japoneses dicen que los barcos de guerra eludieron satisfactoriamente todos los torpedos del Heermann, pero fueron ralentizados en su persecución de los barcos de transporte americanos. El gigante Yamato, con sus monstruosos cañones de 18.1 pulgadas, fue forzado a entrar en acción con ellos, cuando fue capturado entre dos fuegos y tuvo que volverse durante casi 10 minutos para escapar del fuego.
El Heermann se movió rápidamente hacia el lado de estribor de la formación de los transportes para echar más humo de camuflaje y entonces volver a cargar en la batalla unos minutos después, colocándose él mismo valientemente entre las escoltas de los transportes y una columna de cuatro cruceros pesados enemigos. Entonces se ocupó del crucero japonés Chikuma en un duelo que dañó seriamente a ambos barcos. Una serie de disparos de cañones de 8 pulgadas inundaron la parte delantera del valiente destructor, haciendo que se inclinara hacia abajo tanto que sus anclas se arrastraron por el agua. Uno de los cañones fue inutillizado pero los otros continuaron sirviendo para enviar una ráfaga de proyectiles de 5 pulgadas al crucero, que también sufrió un fuerte ataque aéreo durante el encuentro. El efecto combinado de los cañones del Heermann' y las bombas, torpedos y ametralladoras de los transportes fue demasiado para el Chikuma que intentó retirarse pero se hundió durante su fuga.
Como el Chikuma huyó, el crucero pesado japonés Tone giró sus cañones hacia el Heermann que replicó con disparos hasta que llegó a una posición conveniente para continuar lanzando humo para los transportes. En este momento los planes del "Caramelo 2" del Almirante Félix Stump fue abatido por el Tone tan severamente que se fue de la acción y huyó. Los valerosos ataques de los destructores y la aviación salvaron a los grupos de tareas atacados.

#### 1945
El Heermann se retiró a Kossol para ser reparado temporalmente antes de volver al Mare Island para realizar la puesta a punto, que fue completada el 15 de enero de 1945. Entonces volvió al Pacífico Occidental para apoyar los transportes rápidos en tareas de robos contra las fuerzas japonesas continentales que ayudaron a desmoralizar al pueblo de Japón y para prepararles para la rendición. Durante la Batalla de Iwo Jima, el Heermann realizó operaciones de desembarco por radar y tareas de piquete anitisubmarino. El 20 de marzo de 1945 hundió un pequeño carguero y rescató a siete tripulantes después de que se vino abajo. Siete días después tomó parte en el bombardeo nocturno de Minami Daito Jima. Durante la Campaña de Okinawa interceptó numerosos ataques enemigos bajo el fuego ya que protegía a portaaviones que proporcionaban soporte aéreo para tropas terrestres. El 18 de abril con la asistencia de los destructores Mertz, McCord, Collett y Uhlmann con aviones del portaaviones Bataan, el Heermann hundió el submarino japonés Japanese 1-56, un carguero del temible suicida kaiten. Continuó soportando operaciones de transporte en Okinawa hasta la retirada del Golfo de Leyte para el reabastecimiento y los viajes hasta finales de junio. El 1 de julio ayudó como pantalla del transporte rápido de manera fiel continuó los ataques aéreos y los bombardeos durante 5 semanas.
El 15 de agosto de 1945 el Heermann estaba en la estación piquete de radas a unas 200 millas al sureste de Tokio cuando, varias horas después del anuncio del fin de las hostilidades, un avión suicida emergió de un banco de nubes y empezó a caer en picado en la dirección del Heermann para ser abatido por los cañones de alerta del destructor en una de las últimas acciones navales de la Segunda Guerra Mundial. En las siguientes semanas el Heermann operó como pantalla de la fuerza de transporte rápida proporcionando cobertura aérea y servicio de rescate aire-mar mientras el General Douglas MacArthur y el Almirante Chester Nimitz estaban preparando la ocupación de Japón. Entró en la Bahía de Tokio el 16 de septiembre de 1945 y permaneció en el área para dar soporte a las fuerzas de ocupación hasta el 7 de octubre cuando zarpó hacia Estados Unidos. Fue retirado de servicio en San Diego el 12 de junio de 1946.

### 1951-1957
El Heermann permaneció en la reserva en San Diego hasta que se reintegró el 12 de septiembre de 1951. Después de su entrenamiento en aguas locales y el mantenimiento en San Francisco, partió de San Diego el 4 de enero de 1952 a su nueva base, la Naval Station Newport en Rhode Island, donde llegó el 23 de enero. Se pasó el año 1952 entrenando en aguas que se extendían desde la costa de Nueva Inglaterra hasta los Cabos de Virginia, seguidos de una guerra bacteriológica antisubmarina y problemas en la flota durante la navegación en invierno en el Mar Caribe. Volvió a Newport para volver a las operaciones a lo largo de la costa Nororiental. Después de un viaje a Plymouth, en junio y julio de 1953, participó en maniobras antisubmarinas entre Newport y los Cabos de Virginia.
El Heermann partió en un crucero mundial el 3 de diciembre de 1953. Primero hacia Yokosuka (Kanagawa) en Japón, por el Canal de Panamá, San Diego y el Archipiélago de Hawái. Después de dos días de reabastecimiento en Yokosuka, siguió su rumbo hacia Okinawa donde fue parte de la escolta de la 3.ª División Anfibia de la Marina y condujo la patrulla fronteriza apoyando este ejercicio. Después de más maniobras fue a Corea, Iwo Jima y la Costa Sur de Japón, volvió a Yokosuka que se divisó el 22 de mayo de 1954 para reanudar su crucero mundial, visitando Hong Kong y Singapur en su camino al Canal de Suez. En el Mediterráneo visitó Puerto Saíd, Nápoles, Villefranche y Barcelona antes de volver a Newport el 17 de julio de 1954.
Durante el siguiente año y medio el Heermann participó en ejercicios de entrenamiento a lo largo de la costa Atlántica. El 1 de febrero salió a navegar juto a la 6.ª Flota en ejercicios a lo largo de la costa del Líbano, Israel y Egipto. En abril fue invitado por Raniero III de Mónaco a estar en puerto por su boda con Grace Kelly 19–24 de abril de 1956. El Heermann suministró una guardia de honor de 40 hombres para la ocasión. Desde Mónaco se unió a la sexta flota en Grecia y partió hacia Fall River (Massachusetts), donde llegó el 28 de mayo de 1956. El Heermann operó en Newport hasta el 6 de noviembre, cuando navegó hasta el Mediterráneo donde probó ser un buque antisubmarino de primera categoría en ejercicios conjuntos con la Marina de Italia

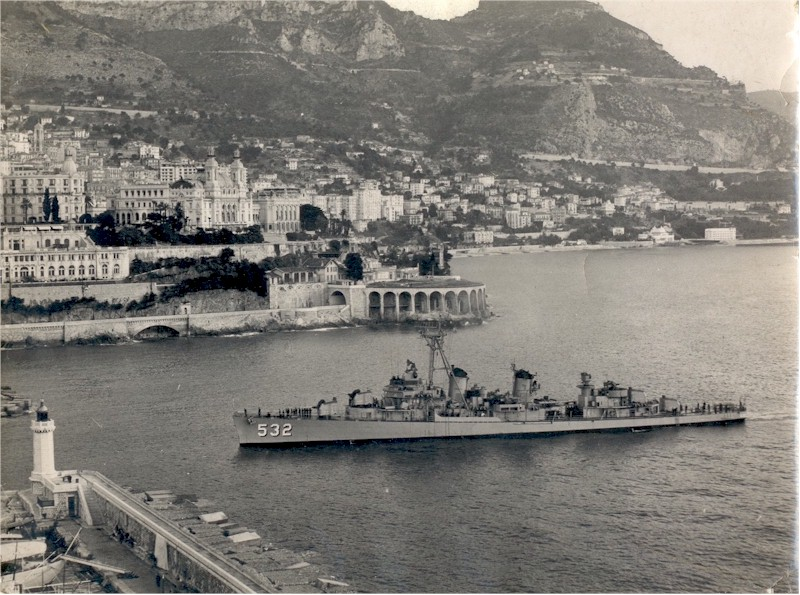
El USS Heermann (DD-532) en Mónaco, por la boda de Raniero III y Grace Kelly.

Después de volver a visitar Mónaco con la invitación del príncipe Rainiero y la princesa Grace, regresó a Fall River el 20 de febrero de 1957. Sirvió como barco escuela de artillería el Newport hasta el 30 de junio cuando junto con el Badger apantallando posibles ataques submarinos contra el transporte Leytedurante 2 semanas de operaciones aéreas para el entrenamiento de aspirantes a oficiales de la Academia Naval. Partió hacia Boston el 20 de diciembre de 1957 y fue asignado al Grupo Boston de la Reserva Naval Atlántica de Estados Unidos.

### Premios
Además del Presidential Unit Citation de EE. UU., el Heermann recibió el Presidential Unit Citation de Filipinas y nueve estrellas de batalla por su servicio en la Segunda Guerra Mundial.

## ARABrown(D-20) desde 1962 hasta 1979
El 14 de agosto de 1961 fue transferido a la Argentina bajo los términos del Programa de Asistencia Militar. Sirvió a la Armada Argentina bajo el nombre de ARA Brown (D-20) y asignado a la Segunda División de Destructores, teniendo su apostadero en la Base Naval Puerto Belgrano.
El buque participó activamente en distintas Etapas de Mar (tal como ser refiere a los despliegues de medios que efectúa la Armada Argentina, también intervino, a lo largo de su carrera operativa en diversos ejercicios UNITAS con otras armadas de la región.
Su última navegación la efectuó el 18 de noviembre de 1975, día en que entró a la Base Naval Puerto Belgrano. El 15 de marzo de 1976 fue desafectado de la Segunda División de Destructores y pasó a depender de la Dirección General de Material Naval.
Fue vendido a los Establecimientos Metalúrgicos Santa Rosa para su desguace como chatarra, para lo que fue entregado el 18 de diciembre de 1979.